# Der Sturz – Honeckers Ende
Der Sturz – Honeckers Ende ist ein Dokumentarfilm von Eric Friedler (Redaktion: Patricia Schlesinger) über die Karriere und die letzten Tage Erich Honeckers in der DDR. Kernstück des Films sind längere Ausschnitte aus einem Interview mit Margot Honecker, die sich seit ihrer Ausreise nach Santiago de Chile nicht mehr öffentlich vor der Kamera äußern wollte. Erstmals ausgestrahlt wurde die 90-minütige Dokumentation am 2. April 2012 vom deutschen Fernsehsender Das Erste. Die Süddeutsche Zeitung beschreibt den Film als „ein monumentales, beeindruckendes, am Ende aber vor allem gruseliges Beispiel für so eine stehengebliebene Lebensuhr“. Die FAZ sieht im Sturz eine „atemberaubende Geschichtsstunde, auch weil Friedler die entscheidenden Tage und Stunden, in denen Erich Honecker gestürzt wurde und es mit der DDR zu Ende ging, minutiös rekonstruiert und spannend wie ein Krimi erzählt“. Das historische Seminar der Universität Cambridge bezeichnet den Film „als Meilenstein deutscher Dokumentarfilme des 21. Jahrhunderts.“

## Inhalt und Hintergrund
Der Film beruht in erster Linie auf Zitaten und O-Tönen von Zeitzeugen, die durch Ausschnitte damaliger Fernsehsendungen und Ereignisse veranschaulicht werden. Zum ersten Mal nach über 20 Jahren gab die DDR-Ministerin für Volksbildung, Margot Honecker, ein Fernsehinterview. Aufgezeichnet wurde dieses an drei Tagen im Herbst 2011 in ihrer Wohnung in Santiago de Chile. Darin verteidigte sie den Sozialismus und die Staatssicherheit als Notwendigkeit zum Schutz und meinte, dass es keinen Mauertoten hätte geben müssen („Die brauchten ja nicht über die Mauer zu klettern, um diese Dummheit mit dem Leben zu bezahlen.“). Des Weiteren leugnete sie den Schießbefehl und bezeichnete traumatisierte Opfer der Jugendwerkhöfe als „bezahlte Banditen“. Gleichzeitig zeigte sie sich davon überzeugt, dass es die DDR nicht umsonst gegeben habe und mit ihr ein „Keim gelegt“ worden sei, dass Deutschland irgendwann die Erfahrungen der beiden Systeme für sich nutzen werde.
Neben Margot Honecker äußerten sich in der Dokumentation u. a. Uwe Holmer, Egon Krenz, Lothar de Maizière, Hans Modrow, Helmut Schmidt, Wolfgang Schäuble, Michail Gorbatschow, Eduard Schewardnadse, Gregor Gysi, Manfred Stolpe, Peter-Michael Diestel, Friedrich Wolff und Rudolf Seiters in Interviews.

## Rezeption
„Mit Kommentaren von Zeitzeugen sowie politischen und psychologischen Analysen begegnet der Dokumentarfilm dieser schillernden Persönlichkeit der deutschen Geschichte und fördert vor allem durch die Betrachtung der Jahre vor und nach dem  Mauerfall interessante Erkenntnisse zutage.“

## Honecker-Interview
Obwohl Margot Honecker laut NDR schriftlich ihre Einwilligung zum Interview gegeben hatte, wehrte sie sich gegen den Film, unterstützt durch ihren Verleger Frank Schumann. Im Vorfeld hatte sie alle Interviews mit Vertretern „bürgerlicher Medien“ abgelehnt und nach Ausstrahlung von Der Sturz bestritt sie, jemals eine Einwilligung für ein Interview mit Eric Friedler gegeben zu haben. Der NDR vermochte diese Behauptung nicht zu entkräften, da er die angeblich existierende schriftliche Einwilligung Margot Honeckers nicht vorzulegen vermochte. Friedler habe sich, so Margot Honecker, unter Vorspiegelung falscher Tatsachen das Material vielmehr erschlichen. Lediglich als Mitarbeiter Frank Schumanns habe er im Rahmen von Recherchen zu einem Gesprächsband Margot Honeckers Bild- und Tonaufnahmen gemacht, die ausschließlich für das Archiv des Verlags gedacht gewesen seien. Diese Aufnahmen habe Friedler entgegen allen Absprachen einbehalten und auch weitere persönliche Dokumente Erich Honeckers unterschlagen.
Der NDR seinerseits ließ verlautbaren, der Verleger Frank Schumann sei nur auf Wunsch Margot Honeckers als Begleiter Eric Friedlers beim Interview dabei gewesen. Deshalb wurden vom NDR auch dessen Reise- und Hotelkosten bezahlt. Der NDR wies darauf basierend Margot Honeckers und Frank Schumanns Behauptungen als völlig haltlos zurück.